# Bloomsbury Square
Bloomsbury Square – plac ze skwerem w Londynie (Holborn, Camden). 

## Historia

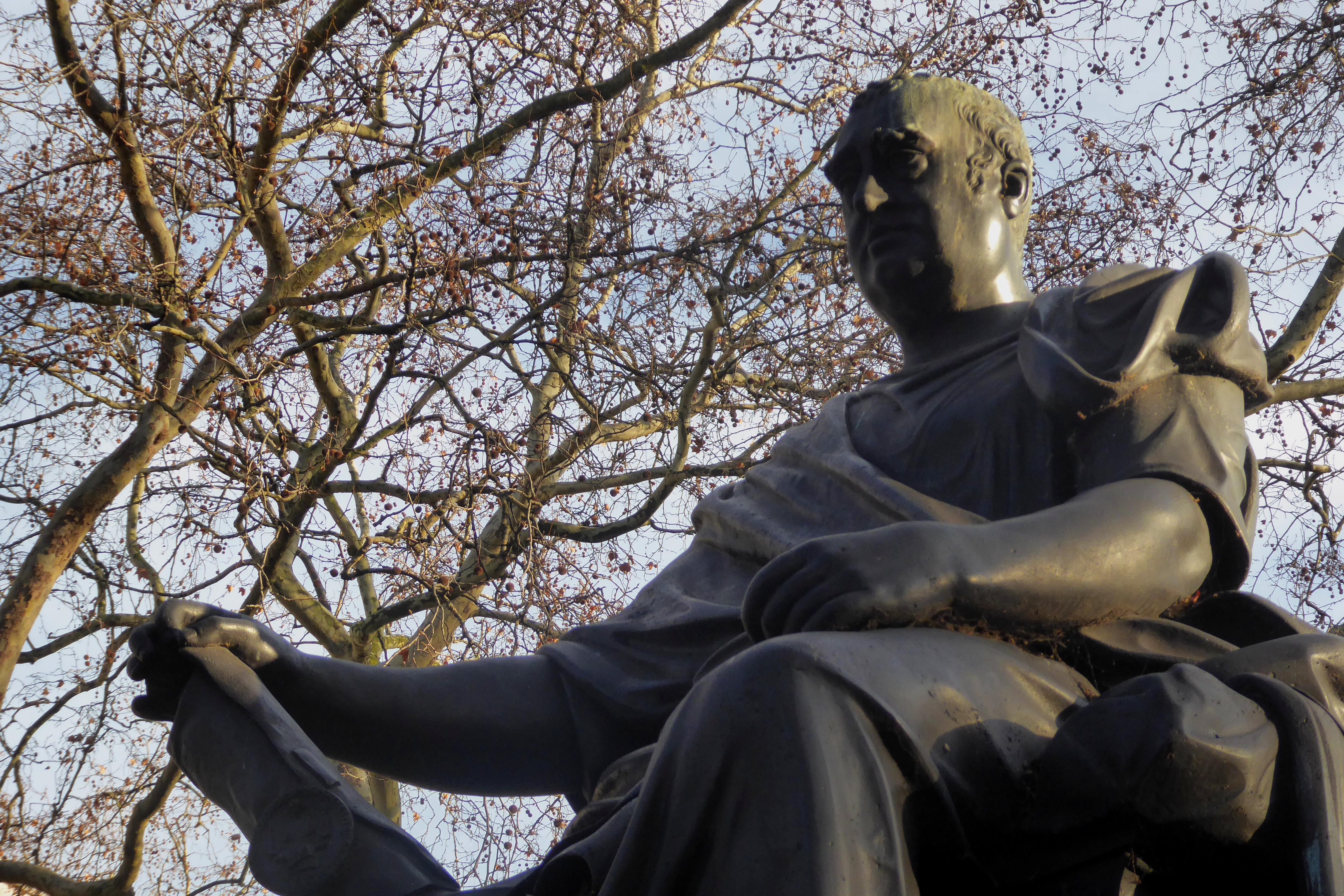
Rzeźba Charlesa Jamesa Foxa

Skwer zaprojektowano pod koniec XVII wieku i początkowo był znany jako Southampton Square, w związku z tym, że Lord Southampton zbudował tutaj Southampton House, dużą rezydencję z placem jako podwórkiem. W 1669 książę Bedford nabył plac w drodze małżeństwa z córką lorda Southampton i do lat 30. XVII wieku nazwa Bloomsbury Square była już mocno ugruntowana. W latach 1806–1807 teren placu został przeprojektowany przez architekta krajobrazu Humpreya Reptona, który wprowadził tu m.in. charakterystyczny krąg lip w centrum założenia i ławki dla odpoczywających gości (Repton zaprojektował w 1801 również nieodległy Russell Square wraz z osią widokową łączącą oba place - Bedford Place). Po północnej stronie placu stoi pomnik poświęcony Charlesowi Jamesowi Foxowi (1749-1806), będący głównym punktem odniesienia dla osi widokowej ku Russell Square. Pomnik zaprojektował neoklasycystyczny rzeźbiarz, Richard Westmacott.
Przed II wojną światową plac ogrodzony był żelaznym opłotowaniem, a dostęp doń mieli jedynie okoliczni mieszkańcy. Podczas wojny opłotowania zdemontowano i przetopiono na potrzeby wojskowe. W 1950 skwer uzyskał status publicznego. W latach 70. XX wieku pod placem zbudowano parking podziemny, a także zmodyfikowano jego układ przestrzenny, co spowodowało zatarcie koncepcji Reptona. W początku XXI wieku na placu otwarto plac zabaw dla dzieci.